# Кур (Лот)
Кур (фр. Cours) — колишній муніципалітет у Франції, у регіоні Окситанія, департамент Лот. Населення — 301 осіб (2011).
Муніципалітет був розташований на відстані близько 490 км на південь від Парижа, 105 км на північ від Тулузи, 12 км на північний схід від Каора.

## Історія
До 2015 року муніципалітет перебував у складі регіону Південь-Піренеї. Від 1 січня 2016 року належав до нового об'єднаного регіону Окситанія.
1 січня 2017 року Кур, Ларок-дез-Арк i Вальруф'є було об'єднано в новий муніципалітет Бельфон-Ла-Роз.

## Демографія
Динаміка населення (INSEE ):
Розподіл населення за віком та статтю (2006):
| Стать | Всього | До 15 років | 15-24 | 25-44 | 45-64 | 65-85 | Понад 85 |
| --- | ------ | ----------- | ----- | ----- | ----- | ----- | -------- |
| Чоловіки | 143    | 32          | 8     | 36    | 24    | 43    | 0        |
| Жінки | 140    | 24          | 16    | 40    | 40    | 16    | 4        |
| \| Статево-вікова піраміда \| Статево-вікова піраміда \| Статево-вікова піраміда \| \| ----------------------- \| ----------------------- \| ----------------------- \| \| Чоловіки \| Вік \| Жінки \| \| 0 \| 85 + \| 4 \| \| 4 \| 80-84 \| 8 \| \| 0 \| 75-79 \| 4 \| \| 16 \| 70-74 \| 4 \| \| 23 \| 65-69 \| 0 \| \| 0 \| 60-64 \| 8 \| \| 12 \| 55-59 \| 12 \| \| 8 \| 50-54 \| 16 \| \| 4 \| 45-49 \| 4 \| \| 4 \| 40-44 \| 12 \| \| 12 \| 35-39 \| 4 \| \| 16 \| 30-34 \| 16 \| \| 4 \| 25-29 \| 8 \| \| 0 \| 20-24 \| 8 \| \| 8 \| 15-20 \| 8 \| \| 16 \| 10-14 \| 4 \| \| 4 \| 5-9 \| 12 \| \| 12 \| 0-4 \| 8 \| |        |             |       |       |       |       |          |
| Статево-вікова піраміда |        |             |       |       |       |       |          |
| Чоловіки | Вік    | Жінки       |       |       |       |       |          |
| 0 | 85 +   | 4           |       |       |       |       |          |
| 4 | 80-84  | 8           |       |       |       |       |          |
| 0 | 75-79  | 4           |       |       |       |       |          |
| 16 | 70-74  | 4           |       |       |       |       |          |
| 23 | 65-69  | 0           |       |       |       |       |          |
| 0 | 60-64  | 8           |       |       |       |       |          |
| 12 | 55-59  | 12          |       |       |       |       |          |
| 8 | 50-54  | 16          |       |       |       |       |          |
| 4 | 45-49  | 4           |       |       |       |       |          |
| 4 | 40-44  | 12          |       |       |       |       |          |
| 12 | 35-39  | 4           |       |       |       |       |          |
| 16 | 30-34  | 16          |       |       |       |       |          |
| 4 | 25-29  | 8           |       |       |       |       |          |
| 0 | 20-24  | 8           |       |       |       |       |          |
| 8 | 15-20  | 8           |       |       |       |       |          |
| 16 | 10-14  | 4           |       |       |       |       |          |
| 4 | 5-9    | 12          |       |       |       |       |          |
| 12 | 0-4    | 8           |       |       |       |       |          |

## Економіка
2010 року серед 195 осіб працездатного віку (15—64 років) 137 були активними, 58 — неактивними (показник активності 70,3%, у 1999 році було 69,6%). З 137 активних мешканців працювало 125 осіб (65 чоловіків та 60 жінок), безробітними було 12 (7 чоловіків та 5 жінок). Серед 58 неактивних 18 осіб було учнями чи студентами, 27 — пенсіонерами, 13 були неактивними з інших причин.

У 2010 році в муніципалітеті числилось 126 оподаткованих домогосподарств, у яких проживали 288,0 особи, медіана доходів виносила 20 447 євро на одного особоспоживача